# André Auffray
Alexandre „André” Auffray (ur. 13 maja 1884 w Saumur, zm. 4 listopada 1953 w Paryżu) – francuski kolarz torowy, dwukrotny medalista olimpijski oraz srebrny medalista mistrzostw świata.

## Kariera
Pierwsze sukcesy w karierze André Auffray osiągnął w 1907 roku, kiedy zdobył srebrny medal w sprincie indywidualnym amatorów podczas mistrzostw świata w Paryżu. W zawodach tych wyprzedził go tylko jego rodak Jean Devoissoux, a trzecie miejsce zajął kolejny Francuz – Camille Avrillon. Na rozgrywanych rok później igrzyskach olimpijskich w Londynie wspólnie z Maurice’em Schillesem zdobył złoty medal w wyścigu tandemów, a indywidualnie zdobył brązowy medal w wyścigu na 5 km, w którym wyprzedzili go tylko Benjamin Jones z Wielkiej Brytanii oraz Schilles. Trzykrotnie stawał na podium Grand Prix Paryża, przy czym w 1907 roku był najlepszy.